# Sidava, Jmerînka
Sidava (în ucraineană Сідава) este un sat în comuna Jukivți din raionul Jmerînka, regiunea Vinnița, Ucraina.

## Demografie
Componența lingvistică a localității Sidava
     Ucraineană (94,67%)
     Rusă (4,6%)
     Alte limbi (0,48%)
Conform recensământului din 2001, majoritatea populației localității Sidava era vorbitoare de ucraineană (94,67%), existând în minoritate și vorbitori de rusă (4,6%).